# Max Pomeranc
Max Pomeranc (ur. 21 marca 1984 w Nowym Jorku) – amerykański aktor.
W latach 1993–1995 wystąpił w czterech filmach, w tym dwóch kinowych. Debiutancki film, Szachowe dzieciństwo, w którym zagrał młodego Josha Waitzkina, otrzymał dobre opinie krytyków oraz nagrodę MTV Movie Award w kategorii Najlepszy nowy twórca dla jego reżysera, Stevena Zailliana. Za rolę w drugim pełnometrażowym filmie, Psim tropem do domu, nominowany był w roku 1996 do Saturna w kategorii Najlepszy młody aktor.

## Filmografia
- Szachowe dzieciństwo (Searching for Bobby Fischer, 1993) jako Joshua Waitzkin
- Nowhere to Hide (1994) jako Sam Blake
- Journey (1995) jako Journey
- Psim tropem do domu  (Fluke, 1995) jako Brian Johnson
- Na pewno, być może (Definitely, Maybe, 2008) jako uczestnik kampanii Robredo